# 9539 Прішвін
9539 Прішвін (9539 Prishvin) — астероїд головного поясу, відкритий 21 жовтня 1982 року.
Тіссеранів параметр щодо Юпітера — 3,199.